# Мустанг (фильм, 2019)
«Мустанг» (англ. The Mustang) — франко-бельгийский драматический фильм 2019 года, снятый режиссёром Лор де Клермон-Тоннер, которая совместно с Моной Лерхе и Броком Норманом Броком написала сценарий к фильму. В главных ролях — Маттиас Схунартс, Джейсон Митчелл, Гидеон Адлон, Конни Бриттон и Брюс Дерн.

## Сюжет
Роман Коулман был заключён в тюрьму на более 12 лет после того, как сделал инвалидом свою жену, разбив череп. Сознавая свою вспыльчивость и склонность к насилию, он сопротивлялся попыткам вернуться в общество. Во время работы на открытом воздухе Роман помещается в реабилитационную программу, проводимую фермером Майлзом, который назначает заключённых с обучением диких мустангов. Каждому заключённому в программе дается определённая лошадь для обучения, и Роман должен завершить обучение в течение пяти недель, прежде чем его лошадь будет продана на аукционе.
Роман сначала ленится с обучением своего мустанга, но под руководством Генри, заключённого, считающегося лучшим тренером лошадей, он начинает прогрессировать. По прошествии нескольких недель Роман сближается с конем, которого называет Маркизом, и завязывает дружбу с Генри. Однако программа терпит удар, когда Генри убивает Дэн, сокамерник Романа. Роман в отместку душит Дэна до потери сознания, прежде чем их разнимают охранники.
Наступает день аукциона, на который Роман приглашает свою беременную дочь Марту в надежде улучшить свои отношения с ней. Пока Роман демонстрирует Маркиза аукционистам, он отвлекается, заметив, что Марты нет. Это отвлечение внимания приводит к катастрофе, когда Маркиза пугает вертолёт над головой, в результате чего Роман падает с лошади и валяется на земле, пока другие тренеры удерживают Маркиза. Вскоре после этого Роман узнает от Майлза, что Маркиз был признан неподготовленным и будет подвергнут эвтаназии. Воспользовавшись тем, что тюремные ворота повреждены бурей, Роман помог Маркизу сбежать и вернуться в дикую природу.
Некоторое время спустя роман получает письмо от Марты, в котором признается, что он, (Роман) отказался покинуть тюрьму. В письме также есть фотография Марты с новорожденным внуком Романа, с которым она намерена встретиться во время своего следующего визита. После того, как Роман заканчивает читать письмо, он замечает Маркиза, стоящего рядом

## В ролях
| Актёр            | Роль         |
| ---------------- | ------------ |
| Маттиас Схунартс | Роман Колман |
| Джейсон Митчелл  | Генри        |
| Гидеон Адлон     | Марта        |
| Конни Бриттон    | Психолог     |
| Брюс Дерн        | Майлз        |
| Джош Стюарт      | Дэн          |
| Ноэль Гульеми    | Роберто      |

## Релиз
Премьера фильма состоялась 31 января 2019 года на 35-м кинофестивале «Сандэнс». В ограниченный прокат на территории США фильм вышел 15 марта 2019 года. Во Франции и Великобритании фильм вышел в прокат 19 июня и 30 августа соответственно.

## Критика
На агрегаторе Rotten Tomatoes фильм имеет рейтинг 95% на основе 133 отзывов со средней оценкой 7,47/10. Консенсус сайта гласит: «Мустанг находит новые перспективы в знакомой истории об искуплении, блестяще воплощенной в жизнь мощными выступлениями Брюса Дерна и Маттиаса Схунартса». На Metacritic фильм имеет средневзвешенный балл 77 из 100 на основе 36 рецензий, что указывает на «в целом благоприятные отзывы».

## Награды и номинации
| Год  | Награда           | Категория                          | Номинант              | Результат |
| ---- | ----------------- | ---------------------------------- | --------------------- | --------- |
| 2019 | «Золотой трейлер» | Лучший трейлер независимого фильма | н/д                   | Номинация |
| 2019 | «Готэм»           | Лучший режиссёр                    | Лор де Клермон-Тоннер | Победа    |
| 2019 | «Готэм»           | Приз зрительских симпатий          | Лор де Клермон-Тоннер | Номинация |
| 2020 | «Независимый дух» | Лучшая мужская роль                | Маттиас Схунартс      | Номинация |
| 2020 | «Независимый дух» | Лучший дебютный фильм              | Лор де Клермон-Тоннер | Номинация |
| 2020 | «Люмьер»          | Лучший дебютный фильм              | Лор де Клермон-Тоннер | Номинация |
| 2020 | «Спутник»         | Лучший дебютный фильм              | Лор де Клермон-Тоннер | Победа    |